# گلسنگ‌های سوزنی
گلسنگ‌های سوزنی (نام علمی: Chaenotheca) نام یک سرده از subdivision قارچ‌های فنجانی است.